# Wretched (groupe)
Pour les articles homonymes, voir Wretched.
Wretched est un groupe italien de punk hardcore, originaire de Milan. Le groupe, avec Crash Box, Maze et Disper-Action, faisait partie de la scène punk hardcore lombarde et italienne, avec des groupes tels que Blue Vomit et Nerorgasmo (de Turin), Indigesti, Raw Power, Peggio Punx, Atrox, Negazione et Declino.

## Histoire
Wretched est formé en 1982 à Milan et est dès le début promoteur actif du Centro Sociale Virus. Leur premier disque, un split avec les Piémontais d'Indigesti, date de 1982 et est désormais considéré comme une rareté par les collectionneurs.
En 1983, ils sortent leur premier EP sur un 7" auto-produit intitulé In nome del loro potere tutto è stato fatto et l'année suivante, ils sortent leur deuxième EP Finirà mai? dans lequel ils résument pour la première fois le message anarcho-pacifiste dans l'image poétique Chaos non musica, tentant ainsi d'exprimer à la fois leur désir d'aller au-delà de la musique et la particularité de leur style « anti-musical », fondé sur une violence et une vitesse extrêmes (au moins dans la première partie de leur « carrière ») qui reflètent leur désespoir existentiel, leur colère et leur désir de lutter pour vivre une vie non soumise aux impositions asphyxiantes de l'autorité bourgeoise-militariste-capitaliste.
Toujours en 1984, Chaos Produzioni, le label naissant des Wretched, sort leur premier album intitulé Libero di vivere, libero di morire,, et la même année, ils sont invités par Dave Dictor des MDC à participer au double album International P.E.A.C.E. Benefit Compilation, qui réunit des groupes tels que Crass, D.O.A., Dirty Rotten Imbeciles, Septic Death, Conflict, Reagan Youth, White Lies, Subhumans, Dead Kennedys, Butthole Surfers, mais aussi d'autres groupes de la scène italienne comme Negazione, Peggio Punx, Declino, Contrazione, Impact, Cheetah Chrome Motherfuckers et RAF Punk. La compilation est réalisée en collaboration avec le fanzine de San Francisco à distribution internationale Maximumrocknroll, qui tenait une rubrique mensuelle sur la scène punk hardcore italienne.
Entre-temps, le Centro Sociale Virus, qui leur avait permis d'accueillir de nombreux groupes italiens et étrangers, est libéré puis relocalisé dans un immeuble de Viale Piave 9.
En 1985, le groupe part pour une longue tournée en Angleterre, à laquelle participe Zambo, ancien batteur d'Espansione Urbana. En 1986, le deuxième album intitulé La tua morte non aspetta, est à nouveau publié par Chaos Produzioni.

## Style musical
Wretched s'inspire des groupes anarcho-punk anglais de l'époque, principalement Discharge et Crass. Leur travail se distingue par son fort message anarcho-pacifiste, libertaire et antimilitariste ; en ce sens, il s'agit plus d'une action de contre-culture que d'une simple activité musicale. En Italie, ils sont parmi les premiers à sortir des disques auto-produits et à revendiquer ce choix comme un désir d'indépendance par rapport au marché. Ces événements contribuent au développement de la scène punk indépendante qui, au fil des années, construit un circuit alternatif de disques, de fanzines, de concerts et de centres autogérés.

## Discographie

### Albums studio
- 1984 : Libero di vivere, libero di morire
- 1986 : La tua morte non aspetta

### EP
- 1982 : Wretched/Indigesti (split)
- 1983 : In nome del loro potere tutto è stato fatto
- 1984 : Finirà mai?
- 1987 : 1983-1986
- 1988 : In controluce

### Singles
- 1996 : Lotta per vivere[6]
- 2004 : Vivi ogni momento